# Hydrovatus galpini
Hydrovatus galpini är en skalbaggsart som beskrevs av Omer-cooper 1957. Hydrovatus galpini ingår i släktet Hydrovatus och familjen dykare. Inga underarter finns listade i Catalogue of Life.